# Timoci Nagusa
Timoci Nagusa (Nadi, 14 luglio 1987) è un rugbista a 15 figiano che gioca nel ruolo di tre quarti ala nel Grenoble.

## Biografia
Nagusa iniziò a giocare a rugby quando frequentava la Ratu Kadavulevu Grammar School. Prima di dedicarsi allo sport a livello professionistico svolgeva il lavoro di poliziotto nelle Figi, suo paese natale. La sua carriera cominciò nelle formazioni delle provincie figiane di Bau e di Tailevu, con quest'ultima compagine, nel 2008, esordì nella Colonial Cup, all'epoca campionato nazionale figiano. Le sue prestazioni con i Tailevu Knights e le prime presenze con la nazionale figiana impressionarono il coach di Ulster Matt Williams, il quale decise di ingaggiarlo nella franchigia irlandese per sostituire Tommy Bowe, passato agli Ospreys. Nel 2010, dopo due anni con l'Ulster, Nagusa si trasferì nel Montpellier. Nella sua prima stagione in terra francese contribuì al raggiungimento della finale di campionato, persa con il Tolosa, segnando 11 mete; l'annata successiva, con lo stesso numero di segnature fu il miglior metaman del torneo. Durante la seconda giornata del Top 14 2015-16, mentre giocava in trasferta a Pau, fu vittima di un episodio di razzismo da parte di un sostenitore della squadra ospite; si prese la sua "rivincita" risultando, a fine campionato, il miglior marcatore di mete della stagione con 15 marcature. Un anno dopo si rese protagonista di una controversia con il Montpellier, in quanto prolungò il suo periodo di vacanza estiva di 75 giorni senza fornire nessuna giustificazione al club; inizialmente fu messo fuori rosa e non fu pagato durante l'assenza, ma poi i diverbi si risolsero e ritorno parte integrante della squadra.
A livello internazionale fece il suo esordio con le Figi, segnando due mete, nella partita contro Samoa valida come prima giornata dell'IRB Pacific Nations Cup 2008. Nonostante numerose apparizioni nella competizione tra le nazionali del Pacifico e la partecipazione alle amichevoli pre-mondiale, non fu incluso nella selezione figiana partecipante alla Coppa del Mondo di rugby 2011. Ritornò in nazionale due anni dopo, contribuendo alla vittoria dell'IRB Pacific Nations Cup 2013 e giocando quasi tutti gli incontri internazionali disputati dalle Figi nelle stagioni 2013 e 2014. Inizialmente non fu convocato per la Coppa del Mondo di rugby 2015, ma poi fu richiamato per sostituire l'infortunato Waisea Nayacalevu e disputò due partite. Dopo il torneo mondiale, fu assente dalla nazionale fino al 2017, quando giocò i test-matches di giugno; successivamente aiutò la sua squadra a vincere le edizioni 2017 e 2018 della Pacific Nations Cup.
Nagusa vanta due presenze con i Barbarians ottenute in amichevoli contro l'Inghilterra nel 2013 e nel 2017.

## Palmarès
- Challenge Cup: 1
Montpellier: 2015-16
- Pacific Nations Cup : 3
Figi: 2013, 2017, 2018